# José García Hidalgo

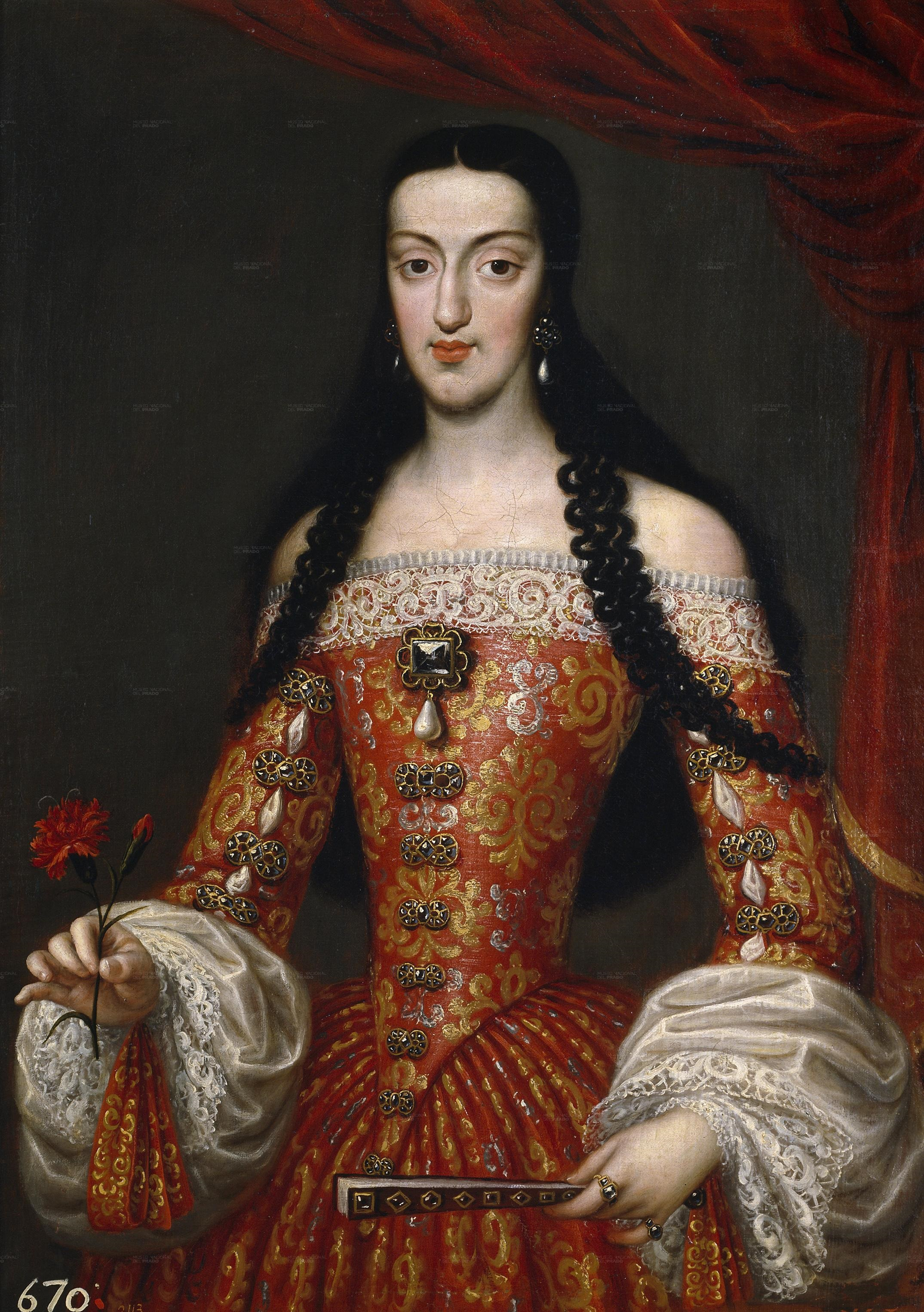
Retrat de Maria Lluïsa d'Orleans (1679), Madrid, Museu del Prado.

José García Hidalgo (Villena, 1645 - Madrid, 1717) va ser un pintor valencià.
Va estudiar a Múrcia, Roma i València durant setze anys i va assistir regularment a l'acadèmia de pintura i dibuix que funcionava en aquesta última localitat en el convent de Santo Domingo, en la qual es donava ensenyament teòric i pràctica per a artistes, nobles i eclesiàstics i el director dels quals o acadèmic major era Vicent Salvador i Gómez.
Després de la seua estada en la cort sota l'apadrinament del pintor de cambra de Carles II des de 1674, l'any 1697 torna a València on resideix fins a 1706. El 1703 seria nomenat pintor de cambra honorari de Felip V. Entre les seues obres es troba un estudi sobre pintura Principios para estudiar el Nobilísimo y Real Arte de la Pintura de José García Hidalgo obra publicada a Madrid el 1691.